# Jan Degadt
Jan Degadt (Menen, 8 mei 1951) is een Vlaamse econoom en emeritus-hoogleraar aan de KU Leuven campus Brussel (sinds 2013 onderdeel van de KU Leuven) en nog promotor van diverse onderzoeksprojecten. Hij is voorzitter van de stuurgroep van het Studiecentrum voor Ondernemerschap Odisee binnen Odisee, initiatiefnemer van het onderzoekscentrum BRIO en lid van diverse raden en werkgroepen.
Hij zetelde tot eind 2005 in de Gewestelijke Ontwikkelingscommissie van het Brusselse Hoofdstedelijk Gewest. Degadt is tevens lid van het Wetenschappelijk College bij de Herstructurering van de Brusselse Haven en de Centrale Raad voor het Bedrijfsleven. Hij publiceerde onder meer over economische aspecten van de Brusselse problematieken en is voorzitter van het Vlaams Komitee voor Brussel.

## Enkele publicaties
- De wereldbevolking. Economische gevolgen van de denataliteit in Europa en België in het bijzonder (11 januari 2000)
- Opvolging in de bedrijven uit de land- en tuinbouwsector (2000) (met E.De Cock)
- Planning the succession in family business in agriculture (2000)
- Des plan(t)s pour l'avenir (2000)
- De KMO in het economisch landschap in Vlaanderen en België (2002)
- Het economische aspect van de gezondheids- en welzijnszorg (2003)
- Handelskernen van de gemeente Anderlecht (onderzoeksrapport) (2003) (met J.Lambrecht & E.Beens)
- Business family and family business (2003)
- Fostering Entrepreneurship and Creating the Entrepreneurial Society in Asia and Europe (2004)
- For a more effective entrepreneurship policy (2004)
- Soevereine consumenten en vrije ondernemingen (2005)
- De Brusselse draaideur werkt onvoldoende (2005)
- Het spanningsveld tussen de hoofdstedelijke roeping en regionale autonomie (2005)
- Brussel is de hoofdstad van Vlaanderen en zal dat blijven (2006)(15 april 2006, Vlaanderen Onafhankelijk)[1]